# 富士見町立富士見高原中学校
富士見町立富士見高原中学校（ふじみちょうりつ ふじみこうげんちゅうがっこう）は、長野県諏訪郡富士見町にあった公立中学校。

## 立地
国道20号「富士見峠」交差点と「富士見」交差点の中間を八ヶ岳方向へ向かう途中、標高965mに位置する。
- 北緯　35度54分
- 東経 138度14分

## 沿革
- 1952年 - 富士見中学校・本郷中学校・落合中学校（一部）を統合基礎工事に着手
- 1953年 - 組合立富士見高原中学校開校式
- 1955年 - 富士見村・落合村・本郷村・境村が合併し同年4月1日富士見町が発足したのに併せ、富士見町立富士見高原中学校と改称・開校式
- 1958年 - 火災のため、本館および第一校舎の一部消失
- 1959年 - 新校舎落成
- 1960年 - 新築校舎竣工、校歌 ・校旗の制定
- 1973年 - プール完成
- 1976年 - 給食室試運転、竣工式
- 1995年 - 新築校舎建設
- 1996年 - 旧木造校舎とのお別れの会、新校舎出発の会
- 1998年 - 新体育館完成
- 2002年 - 開校50周年記念式典、「50周年記念誌」発行
- 2008年 - 「富士見町中学校統合計画」。2010年3月に廃校し、4月新たな中学校が開校することが決定。
- 2009年 - 廃校後の新しい学校の名称が「富士見町立富士見中学校」に決定。
- 2010年 - 閉校。富士見高原中学校の校地は、富士見町立富士見中学校に引き継がれる。

## 生徒数
- 2008年5月1日現在
- 生徒総数　344名（男子172名・女子172名）